# Kyra Sedgwick
Kyra Minturn Sedgwick (Nova Iorque, 19 de agosto de 1965) é uma atriz, produtora e diretora americana, mais conhecida por seu trabalho nas séries de televisão The Closer e Brooklyn Nine-Nine.

## Biografia
Filha de pais separados, Kyra Sedgwick cresceu junto a sua mãe, Patricia Rosenwald e seu padrasto, Ben Heller.
Entrou para a Universidade Sarah Lawrence, mas logo pediu transferência para a Universidade Meridional da Califórnia, onde veio a graduar-se em Teatro.

### Início da carreira
Aos dezesseis anos de idade, Kyra realizou seu primeiro trabalho artístico na novela Another World. Três anos mais tarde, em 1985, estreou no cinema, no filme Amor e Guerra.
Em seguida, Kyra voltou a trabalhar em produções de TV, até que, em 1989, teve seu primeiro contato com as estrelas de Hollywood, ao ser escalada para o filme Nascido em 4 de Julho, de Oliver Stone.
Em 1988,casou-se com o ator Kevin Bacon.

### Anos 1990
Durante os anos 1990, Sedgwick seguiu trabalhando em filmes de grandes astros, tais como Paul Newman, Robert Downey Jr., Julia Roberts e John Travolta.
Além disso, foi também durante essa década, que Kyra recebeu suas primeiras indicações ao Globo de Ouro, por suas atuações em Irmãs em Conflito (filme para TV) e O Poder do Amor.

### The Closer
Em 2005, Sedgwick passou a estrelar a série de TV The Closer, no qual interpreta a delegada-chefe Brenda Leigh-Johnson, chefe da Divisão de Homicídios Prioritários, do Departamento de Polícia de Los Angeles (LAPD).
Exibido pelo canal TNT, a série se tornou sucesso de audiência nos Estados Unidos, rendendo a Kyra diversas indicações, em premiações como Emmy e Globo de Ouro, entre outras; sendo que venceu sete vezes.

## Filmografia[1]

### Televisão
| - Call Your Mother (2021) - Brooklyn Nine-Nine Madeline Wuntch (2014-2015, 2019-2020) - The Closer (2005-2012) - Quase Deuses (2004) - Cavedweller (2004) - De Porta em Porta (2002) - O Tempo de Cada Um (2002) - Noite de Reis (1998) - Colapso (1996) - Retratos de Família (1993) | - Irmãs em Conflito (1992) - Histórias de Sedução 2 (1991) - Histórias de Sedução (1990) - Lemon Sky (1988) - Mil Elos- O Preço da Liberdade (1987) - Histórias Maravilhosas- "Ação de Graças" (1986) - Another World (1982-1983) |

### Cinema
| Ano  | Título                             |
| ---- | ---------------------------------- |
| 1985 | Amor e Guerra                      |
| 1986 | Tai Pan- A Conquista de Um Império |
| 1988 | Kansas                             |
| 1989 | Nascido em 4 de Julho              |
| 1990 | Cenas de uma Família               |
| 1991 | Piratas do Amor                    |
| 1992 | Vida de Solteiro                   |
| 1993 | Morrendo e Aprendendo              |
| 1995 | Assassinato em Primeiro Grau       |
| 1995 | O Poder do Amor                    |
| 1996 | Colapso                            |
| 1996 | Fenômeno                           |
| 1997 | O Impaciente                       |
| 1998 | Montana                            |
| 2000 | Um Bebê a Caminho                  |
| 2000 | O Que Tem Para o Jantar?           |
| 2002 | Foi Só um Beijo                    |
| 2002 | Segredos de Família                |
| 2003 | Lições Para Toda Vida              |
| 2004 | O Lenhador                         |
| 2005 | Obsessão                           |
| 2007 | Treinando o Papai                  |
| 2009 | Gamer                              |
| 2012 | Possessão                          |
| 2019 | Depois da Escuridão                |
| 2019 | Vilões                             |
| 2019 | Endings, Beginnings                |

### Direção[2]
| Ano  | Título             | Notas                                          |
| ---- | ------------------ | ---------------------------------------------- |
| 2017 | Story of a Girl    | Filme para televisão                           |
| 2019 | God Friended Me    | Episódio: "The Road to Damascus" March 31      |
| 2019 | Grace and Frankie  | Episódio: "The Aide" January 18                |
| 2019 | Girls Weekend      | Filme para televisão                           |
| 2019 | In the Dark        | Episódio: "Jessica Rabbit" May 23              |
| 2019 | City on a Hill     | Episódio: "There Are No Fucking Sides" July 28 |
| 2019 | Ray Donovan        | Episódio: "The Transfer Agent" December 31     |
| 2020 | Brooklyn Nine-Nine | Episódio #139: "Dillman"                       |

## Premiações
Entre os principais festivais de cinema norte-americanos, Kyra Sedgwick já recebeu 15 indicações e 7 prêmios.
Emmy
- 5 vezes indicada a Melhor Atriz em uma Série de Drama (The Closer): 2006, 2007, 2008, 2009 e 2010
- 1 vez eleita Melhor Atriz em uma Série de Drama (The Closer): 2010

Globo de Ouro
- 5 vezes indicada a Melhor Atriz em uma Série de Drama (The Closer): 2006, 2007, 2008, 2009 e 2010
- 1 vez eleita Melhor Atriz em uma Série de Drama (The Closer): 2007
- 1 vez indicada a Melhor Atriz Coadjuvante (O Poder do Amor): 1996
- 1 vez indicada a Melhor Atriz em uma Mini-Série ou Filme para TV (Irmãs em Conflito): 1992

Independent Spirit Awards
- 1 vez indicada a Melhor Atriz (Cavedweller): 2005

Satellite Awards
- 3 vezes indicada a Melhor Atriz em uma Série de Drama (The Closer): 2007, 2006 e 2005
- 2 vezes eleita Melhor Atriz em uma Série de Drama (The Closer): 2006 e 2005
- 1 vez indicada a Melhor Atriz Coadjuvante (O Lenhador): 2005

Screen Actors Guild
- 4 vezes indicada a Melhor Atriz em uma Série de Drama (The Closer): 2009, 2008, 2007 e 2006